# Litaculus squarrosus
Litaculus squarrosus är en spindeldjursart som beskrevs av David C.M. Manson och Uri Gerson 1986. Litaculus squarrosus ingår i släktet Litaculus och familjen Eriophyidae. Inga underarter finns listade i Catalogue of Life.